# Massilia kyonggiensis
Massilia kyonggiensis es una bacteria gramnegativa del género Massilia. Fue descrita en el año 2014. Su etimología hace referencia a la Universidad de Kyonggi, en Corea del Sur. Es gramnegativa, aerobia y móvil. Tiene un tamaño de 0,5-1 μm de ancho por 2-5 μm de largo. Forma colonias circulares, convexas, blancas y con márgenes enteros tras 2 días de incubación en agar R2A. Temperatura de crecimiento entre 10-42 °C, óptima de 25-37 °C. Catalasa y oxidasa positivas. Tiene un contenido de G+C de 66,7%. Se ha aislado de suelo forestal en Suwon, Corea del Sur. 